# Guzmán Pereira
Ricardo Guzmán Pereira Méndez (Montevideo, 1991. május 16. –) uruguayi labdarúgó, a chilei Universidad de Chile középpályása.